# Oratorio della Santissima Trinità (Volano)
L'oratorio della Santissima Trinità, anche oratorio del Santissimo Sacramento o cappella della Confraternita, è un oratorio sussidiario di Volano in Trentino, costruito accanto alla pieve. Risale al XVIII secolo.

## Storia
Negli ultimi anni del XVII secolo a Volano venne riorganizzata la Confraternita del Santissimo Sacramento e questo portò pochi anni dopo alla richiesta di erigere un nuovo luogo di culto, che venne realizzato all'inizio del secolo successivo tra il 1707 e il 1708.
Meno di cinquant'anni dopo la costruzione originale venne demolita e riedificata in forme barocche. Tra i responsabili del cantiere vi fu Giuseppe Tacchi, che seguì anche gli aspetti relativi alle decorazioni a stucco nella navata interna mentre la cura per gli affreschi venne affidata ad Orlando Fattori.
Tra il 1784 ed il 1802, in seguito all'entrata in vigore delle nuove norme relative alle competenze dello Stato in materia di beni religiosi volute da Giuseppe II d'Asburgo-Lorena la Confraternita fu soppressa, i suoi beni venduti e la gestione della chiesa affidata al parroco della vicina pieve.
Nel 1870 l'oratorio mutò intitolazione e per un breve periodo, prima di ritornare all'originaria dedicazione, divenne oratorio di San Filippo Neri. Nel penultimo decennio del secolo il tempio fu oggetto di importanti lavori di restauro.
Nuovi restauri furono effettuati negli anni cinquanta e negli anni settanta con tinteggiature e revisione delle superfici affrescate. Nell'ultimo decennio del XX secolo fu rifatta la copertura del tetto.
L'ultimo ciclo di interventi conservativi ha avuto luogo tra il 2000 ed il 2006. Si sono rinnovati gli intonaci, restaurate le parti in pietra e in marmo e rivisti stucchi ed affreschi.
Nel periodo descritto si è anche installato un nuovo sistema di riscaldamento a pavimento.

## Descrizione
Il prospetto principale si trova in posizione elevata rispetto al sagrato che condivide con la chiesa della Purificazione di Maria. Si accede al portale architravato grazie a una doppia scala e la facciata è divisa verticalmente in tre parti da quattro lesene. Le due parti laterali sono di minore larghezza, alla base hanno entrambe una piccola edicola e, nella parte alta, una nicchia con una statua.
La navata interna è unica, a pianta ottagonale. Il presbiterio è leggermente rialzato. La volta della sala è riccamente decorata ad affresco e con stucchi. Tra le raffigurazioni più importanti vi sono quelle dei Quattro Evangelisti e dell'Eucaristia in Gloria.
L'altar maggiore è in legno e la pala è del XIX secolo.